# Kroppefjäll
Kroppefjäll este o arie protejată (arie specială de conservare — SAC, sit de importanță comunitară — SCI) din Suedia întinsă pe o suprafață de 1.120,6 ha, integral pe uscat.

## Localizare
Centrul sitului Kroppefjäll este situat la coordonatele 58°39′07″N 12°10′21″E / 58.652°N 12.1725°E.

## Înființare
Situl Kroppefjäll a fost declarat sit de importanță comunitară în ianuarie 1997 pentru a proteja un număr necunoscut de specii din flora spontană și fauna sălbatică aflate în arealul zonei. Situl a fost protejat și ca arie specială de conservare în martie 2011.

## Biodiversitate
Situată în ecoregiunea boreală, aria protejată conține 6 habitate naturale: Pante stâncoase silicioase cu vegetație casmofită, Ape stătătoare oligotrofe până la mezotrofe, cu vegetație de Littorelletea uniflorae și/sau de Isoëto-Nanojuncetea, Turbării active, Lacuri și iazuri distrofice naturale, Pajiști umede nord-atlantice cu Erica tetralix, Taiga vestică.
La baza desemnării sitului se află un număr nedeclarat de specii protejate.